# Локинська (станція)
Станція Локинська — непасажирська станція на залізничному напрямі Харків-Льгов, що обслуговує околиці села Мала Локня Суджанського району Курської області.

## Історія
Станція Локинська була офіційно відкрита в 1911 році. Вже в 1911 році станція відправила 30 тис. пудів (492 т) хлібних вантажів, а прийняла 2 тис. пудів (33 т) солі та 1 тис. пудів (16,5 т) лісних матеріалів. В 1913 році було відправлено 816 тис. пудів (13,4 тис. т), а прийнято 28 тис. пудів (459 т) вантажів малої швидкості. Станція мала переважно сільськогосподарське значення. Наприклад у 2 верстах від станції до революційних подій 1917 року було зразкове господарство В. Фльорова, де вирощували жито й овес, а також вирощували свиней.
Тут зупинялися поїзди пасажирського сполучення до Льгова, Харкова, Слов'янська, Родакового, Лихої, а в радянські часи — до Ростова, Маріуполя, Полоцька, Ленінграда (Санкт-Петербурга), Орші. У 30-х роках, коли намагалися спорудити вантажний хід Донбас — Ленінград, в районі станції Локинська коригували трасу залізниці, і перенесли колії по іншу сторону вокзалу. Пасажирський рух існував до 2013 року.
Свою назву станція перейняла від назв річок Локня і Мала Локня, що протікають в околицях, а також села Мала Локня.